# Insee-nummer
Insee-nummer, (på franska Code Insee eller Code INSEE) är ett system som används i Frankrike för att katalogisera olika typer av enheter, såsom kommuner och departement.